# Lahu
I Lahu (o anche La Hu, Ladhulsi, Kawzhawd; in vietnamita: La Hủ; in cinese: 拉祜族 Lāhùzú) sono una delle 56 etnie cinesi riconosciute ufficialmente dalla Repubblica popolare cinese e uno dei 54 gruppi etnici ufficialmente riconosciuti dal Vietnam.
In Thailandia i Lahu sono una delle sei etnie principali e la loro popolazione varia dalle 20.000 alle 60.000 persone. Circa 5300 Lahu vivono nella provincia di Lai Chau in Vietnam. Altri vivono in Laos e in Birmania.
I Lahu si dividono in altri sottogruppi, come i Lahu Na (Lahu Neri), i Lahu Nyi (Lahu Rossi), i Lahu Hpu (Lahu Bianchi), i Lahu Shi (Lahu Gialli) e i Lahu Shehleh. Il colore nel nome della tribù deriva dal colore caratteristico dei loro vestiti. La lingua parlata dai Lahu è molto diversa da quella degli altri gruppi etnici vietnamiti. La lingua lahu, infatti, appartiene alla branca loloish, un sottogruppo Lolo-Birmano del ceppo linguistico Tibeto-Birmano, caratterizzato dall'ordine soggetto-verbo-oggetto molto particolare che ne rende molto problematica la comprensione. In Thailandia, la lingua lahu spesso è usata come lingua franca tra le varie tribù delle zone di montagna.

## Religione
La religione tradizionale lahu si avvicina a una sorta di politeismo.
Il dio principale dei Lahu è Exia, che viene considerato il creatore dell'universo e di tutta l'umanità. Tutti i maggiori villaggi lahu hanno un tempio dedicato a questa divinità e nessuno straniero vi si può avvicinare. Exia, infatti, ha il potere di decidere la sorte di tutti i Lahu.
Nel XVII secolo, durante la dinastia Qing, molti Lahu furono convertiti al Buddismo da alcuni monaci di Dali, nella provincia cinese sud-occidentale dello Yunnan. Questi monaci erano contrari alla politica imperialistica cinese, che in molti casi era motivo di oppressione per il popolo lahu, e questo aspetto li aiutò non poco nei processi di conversione.
L'esistenza di un dio supremo e superiore, inoltre, ha facilitato in passato le conversioni di molti Lahu al cristianesimo. I primi missionari che arrivarono nelle zone dei Lahu furono gli esponenti di un gruppo di battisti americani che si installarono nella regione all'inizio del XX secolo.